# Jeux olympiques d'été de 2004
Les Jeux olympiques de 2004, officiellement appelés Jeux de la XXVIIIe olympiade de l’ère moderne, ont été célébrés à Athènes (Grèce) du 13 au 29 août 2004. La capitale grecque fut désignée pour la deuxième fois ville organisatrice de cet événement après avoir accueilli les premiers Jeux olympiques modernes de l'histoire en 1896. Athènes fut également le lieu des Jeux olympiques intercalés de 1906, compétition non reconnue par le Comité international olympique. Ces jeux furent les premiers à se tenir en Europe depuis ceux de Barcelone en 1992.
Pour la première fois depuis 1996, tous les Comités nationaux olympiques furent représentés. 201 nations et 10 625 athlètes (dont 4 329 femmes) ont participé à 28 sports et 301 épreuves (soit une de plus qu'à Sydney).
Une grande partie des épreuves s'est déroulée au complexe olympique d'Athènes (ΟΑΚΑ) tandis que certaines compétitions avaient lieu dans d’autres sites urbains, au Pirée, dans la région de l'Attique, voire pour le football dans les quatre autres villes olympiques : Salonique, Volos, Patras et Héraklion.
Les sportifs les plus en vue de ces jeux furent le nageur américain Michael Phelps, la gymnaste roumaine Cătălina Ponor, la canoéiste allemande Birgit Fischer et l'athlète marocain Hicham El Guerrouj.

## Élection de la ville hôte
Le Comité international olympique confie l'organisation des Jeux olympiques d'été de 2004 à la ville d'Athènes au cours de la 106e session du 5 septembre 1997 à Lausanne. Sept ans après sa défaite contre Atlanta en vue d'accueillir les Jeux du centenaire de 1996, la capitale grecque obtient la majorité des votes des membres du CIO. À l'issue du 5e tour de scrutin, elle devance la ville de Rome de 25 voix. les autres finalistes Le Cap, Stockholm et Buenos Aires sont éliminés lors des tours précédents. Six autres villes, dites requérantes posèrent leur candidature mais ne furent pas retenues dans la liste finale : Lille, avec un projet de candidature (France), Istanbul (Turquie), Rio de Janeiro (Brésil), Saint-Pétersbourg (Russie), San Juan (Porto Rico) et Séville (Espagne).
Le succès d'Athènes est en grande partie fondé sur la volonté des organisateurs de faire appel à l'histoire et au rôle qu'a joué la Grèce dans la promotion du mouvement olympique. Cette attribution est perçue pour beaucoup comme une compensation à l'échec de la capitale grecque à l'organisation des Jeux du centenaire de 1996 qui aurait dû revenir de droit à Athènes, berceau de l'olympisme, même si à cause des Jeux de 1992 à Barcelone, l'alternance des continents n'aurait alors pas été respectée.
| Villes       | Pays           | Tour 1 | Tour de ballotage | Tour 2 | Tour 3 | Tour 4 |
| Athènes      | Grèce          | 32     | -                 | 38     | 52     | 66     |
| Rome         | Italie         | 23     | -                 | 28     | 35     | 41     |
| Le Cap       | Afrique du Sud | 16     | 62                | 22     | 20     | -      |
| Stockholm    | Suède          | 20     | -                 | 19     | -      | -      |
| Buenos Aires | Argentine      | 16     | 44                | -      | -      | -      |

## Organisation

### Emblèmes

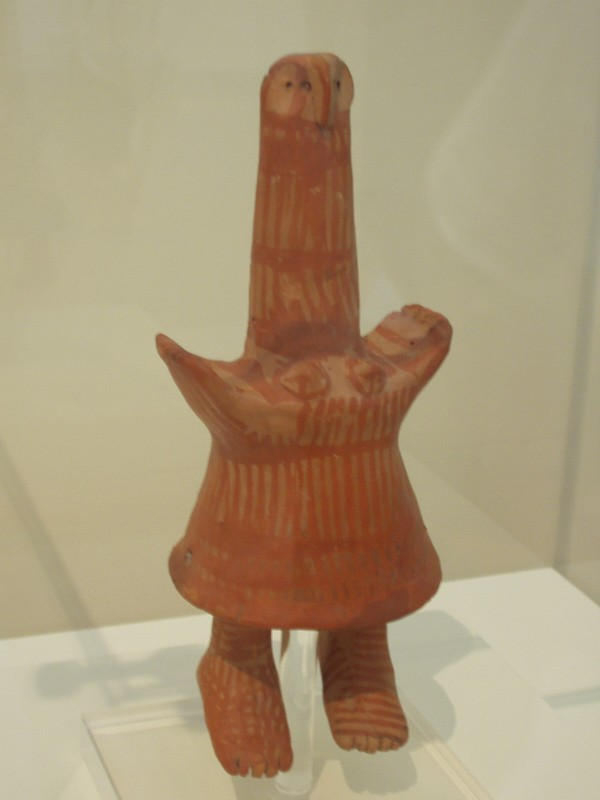
Poupée en terre cuite ayant inspiré les mascottes olympiques.

L'emblème des Jeux olympiques représentant une couronne d’olivier sur fond bleu, est une création de Rodanthi Senduka, et l'agence Red Design Consultants. Le rameau d’olivier (ou kotinos), est lié à l’histoire de la Grèce et de l'Olympisme puisqu’il récompensait les vainqueurs des Jeux olympiques antiques. Le kotinos est par ailleurs, l'arbre sacré de la ville d’Athènes. Les couleurs représentatives de la Grèce, le bleu et le blanc, symbolisent le drapeau et les paysages du pays.
Les mascottes officielles de ces Jeux olympiques de 2004 sont Phevos et Athena. Elles sont censées représenter Phoibos Apollon, dieu de la lumière et de la musique et Athéna, déesse de la sagesse et protectrice de la cité d'Athènes. Les deux mascottes symbolisent le lien entre l'histoire de la Grèce et l'olympisme, leurs couleurs sont le bleu et l’orange (la mer et le soleil de la Grèce). Phevos et Athena sont jumeaux (même si dans la mythologie Apollo et Athéna ne le sont pas) afin de symboliser la fraternité entre tous les participants. Elles sont inspirées des poupées de terre cuite de la Grèce antique datant du VIIe siècle av. J.-C.
La torche olympique est également inspirée des feuilles d'olivier. Sa forme ergonomique courbée lui donne une apparence naturelle prolongeant la flamme de la main du porteur. Le flambeau olympique, composé de métal (magnésium) et de bois d'olivier, pèse 700 g et mesure 68 cm.

### Sites des compétitions
Athènes fit plusieurs sites olympiques pour les Jeux olympiques, certains ont déjà servi pour les Jeux méditerranéens de 1991.

#### Complexe olympique d'Athènes
Le Complexe olympique d'Athènes fut l'œuvre de l'architecte espagnol Santiago Calatrava. Il est situé à Marousi au nord-est de la ville et à 14,5 km du village olympique. Cinq sites de compétitions sont réunis dans ce centre:
- Le Stade olympique Spyridon Louis fut rénové - couverture des tribunes par un toit futuriste - pour ces jeux d'Athènes. D'une capacité de 72 000 places, cette enceinte a accueilli les épreuves d'athlétisme, la finale de football ainsi que les cérémonies d'ouverture et de clôture.
- 2 pistes d'athlétisme d'entraînement pour entraîner les athlètes à la compétition
- le Centre olympique aquatique a été le théâtre des épreuves de natation, de plongeon et water-polo.
- Le Gymnase olympique fut également rénové pour l'occasion. La gymnastique et basket-ball y furent les sports présentés.
- Le Centre olympique de tennis comprenait 16 courts extérieurs.
- Le Vélodrome olympique fut rénové spécialement pour ces jeux.

#### Complexe olympique d'Helliniko
Situé à 30 km du village olympique, le complexe d'Helliniko, construit sur le site de l'ancien aéroport d'Athènes, comprend le bassin de canoë-kayak slalom, les stades olympiques de hockey sur gazon, de baseball et de softball le Hall d'escrime, ainsi qu'une immense salle où se déroulèrent des matchs de basket et de handball.

#### Complexe olympique de la zone côtière de Fáliro
Situé sur la côte à 10 km d'Athènes, le Complexe olympique de la zone côtière de Fáliro comprend le Pavillon des sports (handball, taekwondo), la Salle de la paix et de l'amitié (volley-ball) et le Centre olympique de beach-volley.

#### Centre olympique de voile Agios Kosmas
Le lieu des régates de voile se trouve à 12 km au sud du centre-ville, dans la banlieue d'Helliniko. Il est distant du village olympique de 33,6 km.

#### Centre olympique de Markopoulo
Ce site situé près de l'aéroport à 43 km du village olympique comprend le centre équestre (15 000 places) qui s'étend sur 94 hectares, ainsi qu'une base de tir.

#### Sites historiques

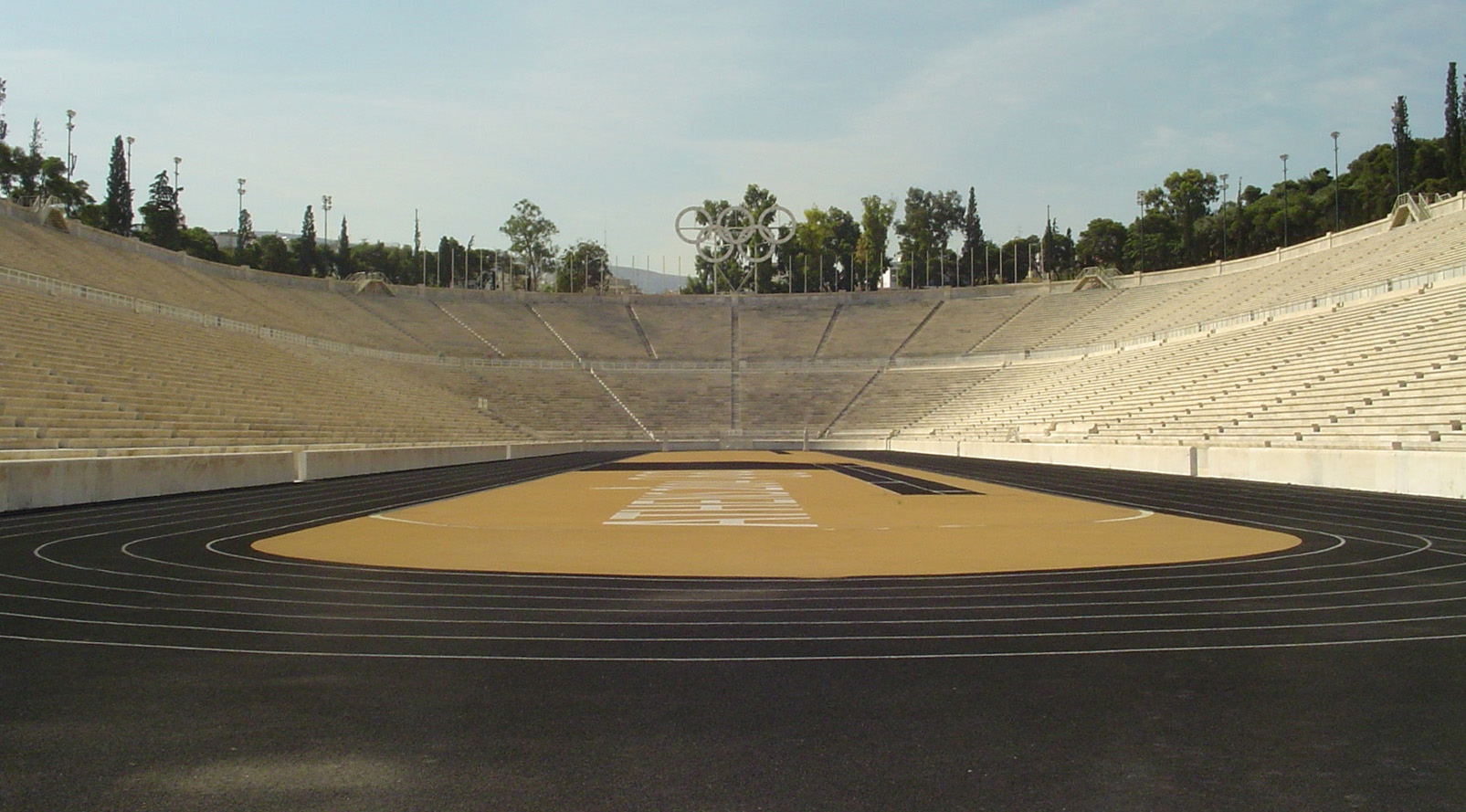
Le stade panathénaïque, rénové et utilisé pour les Jeux de 2004.

Des sites antiques rénovés furent également utilisés pour ces jeux : le départ du marathon fut donné depuis la ville du même nom alors que le lancer du poids se déroula dans l'ancien Stade d'Olympie. Le Stade panathénaïque accueillit les compétitions de tir à l'arc et l'arrivée du marathon. Des matchs de football furent disputés au Stade Karaiskaki qui servit de vélodrome lors des jeux de 1896.

#### Autres sites
Il s'agit de la Salle Ano Liosia (judo et lutte), de la Salle Galatsi (tennis de table et gymnastique rythmique), du Complexe olympique Goudi (badminton et pentathlon moderne), de la Salle Nikaia (haltérophilie), de la Salle Peristeri (boxe). Les courses de VTT furent disputés à Parnès, celles d'aviron et de canoë-kayak en ligne à Schinias. Le Centre olympique de Vouliagmeni fut le théâtre du triathlon.

#### Sites à l'extérieur d'Athènes
Les villes grecques d'Héraklion, Patras, Thessalonique et Volos ont accueilli des matchs de football.
Au-delà, les Jeux de 2004 sont l'occasion pour le gouvernement d'ouvrir une large politique d'aménagement d'Athènes. L'ancien aéroport est fermé pour accueillir les stades du site d'Helliniko, et un nouvel aéroport est inauguré en 2001. Une nouvelle rocade, un nouveau tramway et de nouveaux trolleybus sont construits.

#### Polémiques sur la construction des infrastructures
Désignée comme ville hôte en 1997, Athènes a accumulé les retards sur le calendrier de constructions des sites olympiques et des infrastructures publiques. À tel point que, à l'été 2003, un an avant la cérémonie d'ouverture, seul un site destiné aux médias audiovisuels était officiellement prêt. L'ensemble des retards s'explique par des raisons politiques (corruption, concurrence entre ministères et organes décisionnaires, manque de communication...) et techniques (manque de savoir-faire, marchés fermés aux entreprises étrangères, découvertes archéologiques, mauvaise conception, réduction des budgets…).
Sous la pression des médias étrangers, des sponsors, de certaines nations craignant pour la sécurité de leurs athlètes et du CIO, mais également pour des questions d'orgueil national, le gouvernement grec et le comité organisateur (Athoc) ont mis les bouchées doubles pour rattraper le retard. Cela s'est traduit par une hausse sensible des coûts (effectifs accrus, heures supplémentaires, polices d'assurance…), mais aussi par une augmentation des accidents du travail. Le coût de l'organisation des jeux est évalué de 6 à 27 milliards d'euros selon les sources. Certaines ONG ont ainsi dénoncé le recours massif à une main-d’œuvre étrangère illégale pour pallier les insuffisances du bassin d'emploi local.
Le budget fera plus que doubler pour atteindre 13 milliards d'euros, augmentant la dette du pays de 2 à 3 %,. D'autre part, officiellement, treize ouvriers ont trouvé la mort. « En réalité, les sources officieuses de la sécurité sociale (IKA) parlent de plus de cent morts et d’au moins quatre-mille-cinq cents blessés, majoritairement des immigrés » venus pour travailler sur les chantiers.

### Cérémonies

Feux d'artifice concluant la cérémonie d'ouverture.

La cérémonie d'ouverture a débuté au Stade olympique d'Athènes le 13 août 2004 vers 20h45 locale par un compte à rebours composé de vingt-huit rythmes cardiaques, nombre d’olympiades précédant ces jeux d’Athènes. Le thème du spectacle fut un hommage à la mythologie, l’histoire et la civilisation grecques. La mise en scène fut l’œuvre du chorégraphe Dimitri Papaioannou, les costumes de la styliste Sophia Kokosalaki et la musique du compositeur Stávros Xarchákos. Papaioannou a placé la cérémonie d'ouverture sous le signe du dieu Apollon et des arts grecs. Lors du défilé des athlètes, les différentes délégations pénétrèrent dans le stade selon l’alphabet grec. Sainte-Lucie fut la première nation à se présenter au public et la Grèce, en tant que pays organisateur, fut l’ultime délégation comme le veut la coutume des Jeux olympiques. Comme en 2000 à Sydney, les deux Corée défilèrent sous la même bannière. Après le passage des 201 nations et des 10 500 athlètes, la chanteuse Nana Mouskouri interpréta une de ses chansons alors qu’une carte du monde fut projetée dans l’écran du stade. Après l’allumage de la flamme olympique, le serment des athlètes fut prononcé par la nageuse grecque Zoí Dimoschákiet le serment des juges par l’arbitre de basket-ball Lazaros Voreadis. Le Président de la République de la Grèce, Konstantínos Stephanópoulos, déclara officiellement ouverts les jeux de la XXVIIIe olympiade, sous les yeux du Comte Jacques Rogge, Président du Comité international olympique. La cérémonie d’ouverture s'acheva par un feu d’artifice spectaculaire.

### Relais de la flamme olympique

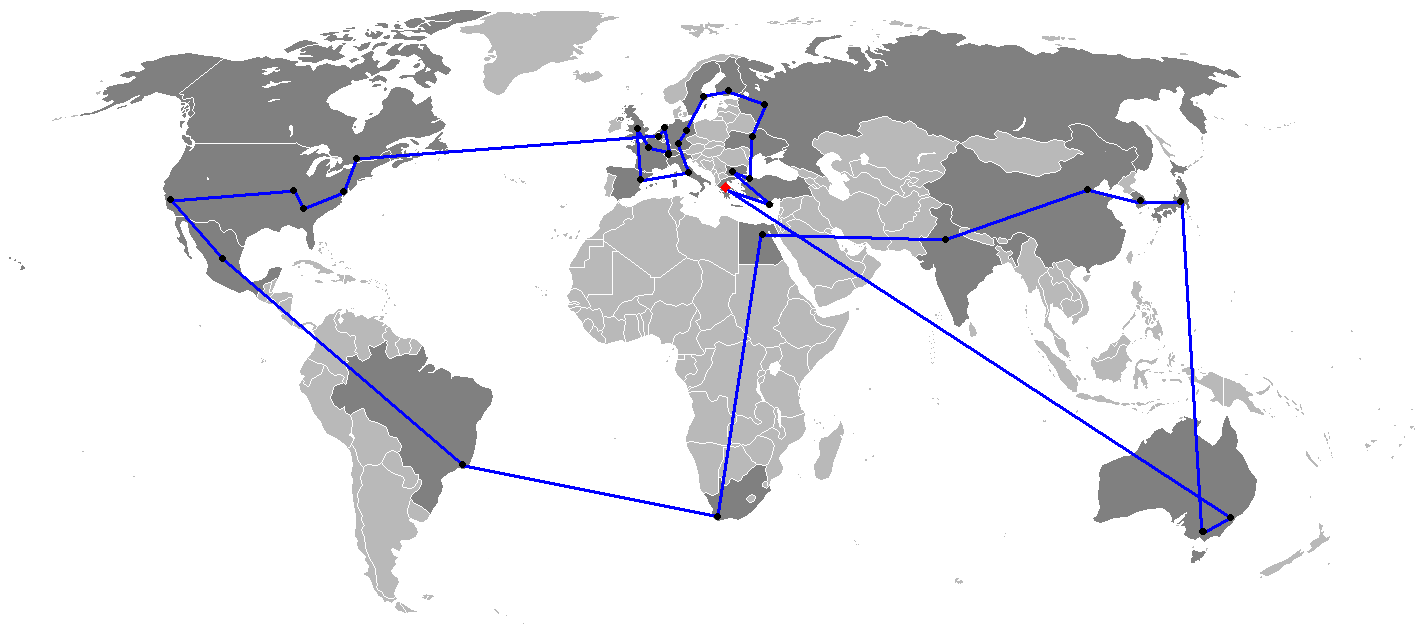
Relais de la flamme olympique.

Le retour des Jeux olympiques dans leur berceau originel, 108 ans après les premiers jeux de l'ère moderne à Athènes, a donné lieu à un parcours de la flamme olympique dans tous les pays où des Jeux olympiques d'été ou d'hiver de l'ère moderne ont été organisés mais aussi sur tous les continents et sous-continents, après son départ du sanctuaire d'Olympie dans la péninsule du Péloponnèse.
Une fois revenue en Grèce, une fois tous les dèmes (départements) traversés, les relayeurs de la flamme lui ont notamment fait traverser le nouveau pont Rion-Antirion au-dessus du golfe de Corinthe. Les porteurs ont été les membres de l'équipe de Grèce de football qui avaient remporté le championnat d'Europe des nations au Portugal en juin 2004.
Le soir du 13 août, le dernier relayeur, celui qui a allumé devant 72 000 spectateurs, la flamme dessinée par Santiago Calatrava Valls, a été Níkos Kaklamanákis, vainqueur de la catégorie Mistral à Atlanta en 1996.
Après son départ d'Olympie, la flamme olympique parcouru le voyage suivant :
- Sydney,  Australie (2000)
- Melbourne,  Australie (1956)
- Tōkyō,  Japon (1964)
- Séoul,  Corée du Sud (1988)
- Pékin,  Chine (2008)
- New Delhi,  Inde
- Le Caire,  Égypte
- Le Cap,  Afrique du Sud
- Rio de Janeiro,  Brésil (2016)
- Mexico,  Mexique (1968)
- Los Angeles,  États-Unis  (1932/1984)
- Saint-Louis,  États-Unis (1904)
- Atlanta,  États-Unis (1996)
- New York,  États-Unis
- Montréal,  Canada (1976)
- Anvers,  Belgique (1920)
- Bruxelles,  Belgique
- Amsterdam,  Pays-Bas (1928)
- Genève,  Suisse
- Lausanne,  Suisse
- Paris,  France (1900/1924/2024)
- Londres,  Royaume-Uni  (1908/1948/2012)
- Madrid,  Espagne
- Barcelone,  Espagne (1992)
- Rome,  Italie (1960)
- Munich,  Allemagne (1972)
- Berlin,  Allemagne (1936)
- Stockholm,  Suède (1912)
- Helsinki,  Finlande (1952)
- Moscou,  Russie (1980)
- Kiev,  Ukraine
- Istanbul,  Turquie
- Sofia,  Bulgarie
- Nicosie,  Chypre
- Athènes,  Grèce (1896/2004)

## Sécurité
C'est dans un environnement géopolitique mouvant que la préparation des Jeux s'est effectuée. En effet, avec les attentats du 11 septembre 2001 aux États-Unis d'Amérique, puis ceux de Madrid, le 11 mars 2004, la sécurité a pris une part considérable dans l'organisation de l'événement. La peur d’une attaque terroriste fut également alimentée par plusieurs attentats à la bombe qui se sont produits en Grèce quelques semaines avant les Jeux. Sans réelle connaissance de la menace terroriste internationale, les Grecs ont dû revoir tout leur dispositif aussi bien au niveau humain, budgétaire que technique, avec notamment une sécurisation accrue des infrastructures pendant et après les travaux. C’est ainsi que 1,2 milliard d’euros furent consacrés à la sécurité des athlètes, des médias, des dirigeants et des spectateurs, un montant qui n'avait encore jamais été atteint jusqu'alors et qui ne fut pas égalé par le budget sécurité des Jeux olympiques de Londres en 2012 qui atteignit environ 700 millions d'euros. Près de 100 000 membres des forces de l'ordre furent mobilisés à travers tout le pays et près de 1 000 caméras surveillèrent la cité athénienne. L’OTAN participa au dispositif en déployant des avions AWACS pour la sécurité de l’espace aérien, ainsi que sept navires de guerre et un sous-marin. Un dirigeable survola la ville d’Athènes durant tous les jeux. Aucun incident grave ne fut déploré à l’issue de ces Jeux olympiques. Plus anecdotique, le brésilien Vanderlei de Lima fut ceinturé par un déséquilibré et retardé pendant plusieurs secondes alors qu'il était en tête du marathon. L’agresseur fut immédiatement interpellé par la police. Après les Jeux, le ministre grec de l’Ordre public, Georges Voulgarakis, exprima son soulagement et déclara que la capacité de la Grèce à organiser les Jeux fut « largement sous-estimée ».

## Nations participantes

Pays participants en 2004.
Pays participant pour la première fois.
Pays ayant déjà participé.

Tous les comités nationaux olympiques sont représentés aux Jeux d'Athènes, comme ce fut le cas en 1996. Deux nouveaux pays, les Kiribati et le Timor oriental (qui avait participé en tant qu'athlètes internationaux olympiques en 2000) participent pour la première fois aux Jeux olympiques. La Yougoslavie concourt sous les couleurs de la Serbie-et-Monténégro. Les États-Unis se présentent à Athènes avec le plus gros contingent de sportifs (536). 201 nations et 10 625 athlètes participent aux différentes compétitions.
| Afrique | Amériques | Asie | Europe | Océanie |
| - Afrique du Sud (106) - Algérie (63) - Angola (31) - Bénin (4) - Botswana (11) - Burkina Faso (5) - Burundi (7) - Cameroun (17) - Cap-Vert (3) - République centrafricaine (4) - Comores (3) - République du Congo (5) - Côte d'Ivoire (5) - Djibouti (2) - Égypte (96) - Érythrée (4) - Éthiopie (28) - Gabon (6) - Gambie (2) - Ghana (29) - Guinée (3) - Guinée-Bissau (3) - Guinée équatoriale (2) - Kenya (46) - Lesotho (3) - Liberia (2) - Libye (8) - Madagascar (8) - Malawi (4) - Mali (23) - Maroc (55) - Maurice (9) - Mauritanie (2) - Mozambique (4) - Namibie (8) - Niger (4) - Nigeria (70) - Ouganda (11) - République démocratique du Congo (4) - Rwanda (5) - Sao Tomé-et-Principe (2) - Sénégal (16) - Seychelles (9) - Sierra Leone (2) - Somalie (2) - Soudan (4) - Swaziland (3) - Tanzanie (8) - Tchad (2) - Togo (3) - Tunisie (54) - Zambie (6) - Zimbabwe (13) | - Antigua-et-Barbuda (9) - Antilles néerlandaises (3) - Argentine (156) - Aruba (4) - Bahamas (41) - Barbade (10) - Belize (2) - Bermudes (10) - Bolivie (7) - Brésil (247) - Îles Caïmans (5) - Canada (262) - Chili (56) - Colombie (51) - Costa Rica (20) - Cuba (151) - Dominique (2) - Équateur (17) - États-Unis (536) - Grenade (5) - Guatemala (18) - Guyana (4) - Haïti (8) - Honduras (5) - Jamaïque (47) - Mexique (109) - Nicaragua (5) - Panama (4) - Paraguay (22) - Pérou (9) - Porto Rico (43) - République dominicaine (33) - Saint-Christophe-et-Niévès (2) - Sainte-Lucie (2) - Saint-Vincent-et-les-Grenadines (3) - Salvador (8) - Suriname (4) - Trinité-et-Tobago (19) - Uruguay (15) - Venezuela (48) - Îles Vierges des États-Unis (6) - Îles Vierges britanniques (1) | - Afghanistan (3) - Arabie saoudite (16) - Bahreïn (6) - Bangladesh (4) - Bhoutan (2) - Brunei (1) - Cambodge (4) - Chine (407) - Corée du Nord (36) - Corée du Sud (264) - Émirats arabes unis (4) - Hong Kong (32) - Inde (73) - Indonésie (38) - Irak (25) - Iran (37) - Japon (312) - Jordanie (8) - Kazakhstan (114) - Kirghizistan (11) - Koweït (29) - Laos (5) - Liban (8) - Malaisie (26) - Maldives (4) - Mongolie (20) - Birmanie (2) - Népal (6) - Oman (2) - Ouzbékistan (70) - Pakistan (26) - Palestine (3) - Philippines (16) - Qatar (22) - Singapour (16) - Sri Lanka (8) - Syrie (6) - Tadjikistan (9) - Taipei chinois (87) - Thaïlande (42) - Timor oriental (2) - Turkménistan (9) - Viêt Nam (11) - Yémen (3) | - Albanie (7) - Allemagne (479) - Andorre (8) - Arménie (19) - Autriche (101) - Azerbaïdjan (36) - Belgique (62) - Biélorussie (151) - Bosnie-Herzégovine (9) - Bulgarie (165) - Chypre (20) - Croatie (83) - Danemark (92) - Espagne (316) - Estonie (44) - Finlande (62) - France (317) - Géorgie (32) - Grèce (441) - Hongrie (219) - Irlande (52) - Islande (26) - Israël (38) - Italie (403) - Lettonie (35) - Liechtenstein (1) - Lituanie (59) - Luxembourg (10) - Malte (7) - Macédoine du Nord (10) - Moldavie (33) - Monaco (3) - Norvège (52) - Pays-Bas (219) - Pologne (208) - Portugal (91) - Tchéquie (142) - Roumanie (108) - Grande-Bretagne (259) - Russie (456) - Saint-Marin (5) - Suède (115) - Suisse (98) - Serbie-et-Monténégro (85) - Slovaquie (64) - Slovénie (79) - Turquie (53) - Ukraine (239) | - Australie (482) - Îles Cook (3) - Fidji (10) - Guam (4) - Kiribati (3) - Micronésie (5) - Nauru (3) - Nouvelle-Zélande (148) - Palaos (4) - Papouasie-Nouvelle-Guinée (4) - Îles Salomon (2) - Samoa (3) - Samoa américaines (5) - Tonga (5) - Vanuatu (2) |
| 53 pays | 42 pays | 44 pays | 48 pays | 15 pays |

## Compétitions

### Sports et résultats
| - Athlétisme (46) - Aviron (14) - Badminton (5) - Baseball (1) - Basket-ball (2) - Boxe (11) - Canoë-kayak (16) - Cyclisme (18) - Équitation (6) - Escrime (10) - Football (2) - Gymnastique (18) | - Haltérophilie (15) - Handball (2) - Hockey sur gazon (2) - Judo (14) - Lutte (18) - Pentathlon moderne (2) - Sports aquatiques Natation (32) Natation synchronisée (2) Plongeon (8) Water-polo (2) | - Softball (1) - Taekwondo (8) - Tennis (4) - Tennis de table (4) - Tir (17) - Tir à l'arc (4) - Triathlon (2) - Voile (11) - Volley-ball (4) |

### Calendrier
| août 2004             | 11 | 12 | 13 | 14 | 15 | 16 | 17 | 18 | 19 | 20 | 21 | 22 | 23 | 24 | 25 | 26 | 27 | 28 | 29 |
| --------------------- | -- | -- | -- | -- | -- | -- | -- | -- | -- | -- | -- | -- | -- | -- | -- | -- | -- | -- | -- |
| Cérémonies            |    |    | O  |    |    |    |    |    |    |    |    |    |    |    |    |    |    |    | C  |
| Athlétisme            |    |    |    |    |    |    |    | •  |    | •  | •  | •  | •  | •  | •  | •  | •  | •  | •  |
| Aviron                |    |    |    |    |    |    |    |    |    |    |    |    |    |    |    | •  | •  |    |    |
| Badminton             |    |    |    |    |    |    |    |    | •  | •  | •  |    |    |    |    |    |    |    |    |
| Baseball              |    |    |    |    |    |    |    |    |    |    |    |    |    | •  | •  |    |    |    |    |
| Basket-ball           |    |    |    |    |    |    |    |    |    |    |    |    |    |    |    |    |    | •  |    |
| Boxe                  |    |    |    |    |    |    |    |    |    |    |    |    |    |    |    |    |    | •  | •  |
| Canoë-kayak           |    |    |    |    |    |    |    | •  |    | •  |    |    |    |    |    |    | •  | •  |    |
| Cyclisme              |    |    |    | •  | •  |    |    | •  |    | •  | •  | •  | •  | •  | •  |    | •  | •  |    |
| Équitation            |    |    |    |    |    |    |    | •  |    |    | •  |    |    | •  | •  |    | •  |    |    |
| Escrime               |    |    |    | •  | •  | •  | •  | •  | •  | •  | •  | •  |    |    |    |    |    |    |    |
| Football              |    |    |    |    |    |    |    |    |    |    |    |    |    |    |    | •  |    | •  |    |
| Gymnastique           |    |    |    |    |    | •  | •  | •  | •  | •  | •  | •  | •  |    |    |    |    | •  | •  |
| Haltérophilie         |    |    |    | •  | •  | •  |    | •  | •  | •  | •  |    | •  | •  | •  |    |    |    |    |
| Handball              |    |    |    |    |    |    |    |    |    |    |    |    |    |    |    |    |    |    | •  |
| Judo                  |    |    |    | •  | •  | •  | •  | •  | •  | •  |    |    |    |    |    |    |    |    |    |
| août 2004             | 11 | 12 | 13 | 14 | 15 | 16 | 17 | 18 | 19 | 20 | 21 | 22 | 23 | 24 | 25 | 26 | 27 | 28 | 29 |
| Hockey sur gazon      |    |    |    |    |    |    |    |    |    |    |    |    |    |    |    | •  | •  |    |    |
| Lutte                 |    |    |    |    |    |    |    |    |    |    |    |    | •  |    | •  | •  |    | •  | •  |
| Natation              |    |    |    | •  | •  | •  | •  | •  | •  | •  | •  |    |    |    |    |    |    |    |    |
| Natation synchronisée |    |    |    |    |    |    |    |    |    |    |    |    |    |    | •  |    | •  |    |    |
| Pentathlon moderne    |    |    |    |    |    |    |    |    |    |    |    |    |    |    | •  |    |    |    |    |
| Plongeon              |    |    |    | •  |    | •  |    |    |    |    |    | •  |    | •  |    | •  |    | •  |    |
| Softball              |    |    |    |    |    |    |    |    |    |    |    |    | •  |    |    |    |    |    |    |
| Taekwondo             |    |    |    |    |    |    |    |    |    |    |    |    |    |    |    | •  | •  | •  | •  |
| Tennis                |    |    |    |    |    |    |    |    |    |    | •  | •  |    |    |    |    |    |    |    |
| Tennis de table       |    |    |    |    |    |    |    |    |    | •  | •  | •  | •  |    |    |    |    |    |    |
| Tir                   |    |    |    | •  | •  | •  | •  | •  | •  | •  | •  | •  |    |    |    |    |    |    |    |
| Tir à l'arc           |    |    |    |    |    |    |    |    |    | •  | •  |    |    |    |    |    |    |    |    |
| Triathlon             |    |    |    |    |    |    |    |    |    |    |    |    |    |    | •  | •  |    |    |    |
| Voile                 |    |    |    |    |    |    |    |    |    |    | •  | •  |    |    | •  | •  |    | •  |    |
| Volley-ball           |    |    |    |    |    |    |    |    |    |    |    |    |    |    |    |    |    | •  | •  |
| Water-polo            |    |    |    |    |    |    |    |    |    |    |    |    |    |    | •  |    |    |    | •  |

| • : jour de finale | O : cérémonie d'ouverture | C : cérémonie de clôture |

### Faits marquants

#### Athlétisme
Résultats détaillés

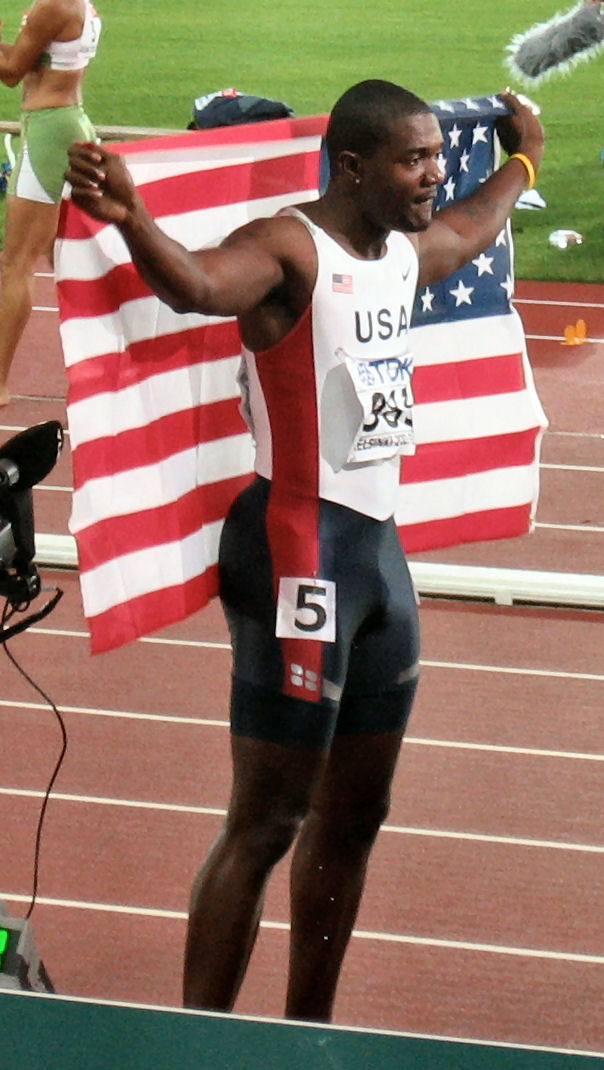
Justin Gatlin.

Les États-Unis et la Russie obtiennent près du tiers des médailles. En sprint, la Bielorusse Yulia Nesterenko et l’Américain Justin Gatlin deviennent les athlètes les plus rapides sur 100 mètres. Les sprinteurs américains réalisent par ailleurs le triplé sur 200 m et 400 m. Devant son public, la Grecque Faní Halkiá remporte l’épreuve du 400 m haies. La Britannique Kelly Holmes décroche la médaille d‘or sur 800 m et 1 500 m, le Marocain Hicham El Guerrouj fait de même sur 1 500 m et 5 000 m. Les coureurs éthiopiens dominent les épreuves de fond, à l’image de Kenenisa Bekele sur le 10 000 m où l’Érythrée remporte la première médaille olympique (en bronze) de son histoire. La Suédoise Carolina Klüft et le Tchèque Roman Šebrle dominent les épreuves combinées. Le Japon conserve son titre du marathon féminin. Au saut à la perche les victoires reviennent à l’Américain Timothy Mack (5,95 m) et Yelena Isinbayeva (4,91 m). L’épreuve du lancer du poids est disputée pour la première fois depuis l’an 393 dans l’ancien stade d’Olympie. Yuriy Bilonog s’impose chez les hommes et Yumileidi Cumba chez les femmes.

#### Aviron
Résultats détaillés

La Roumaine Elisabeta Lipă remporte sa quatrième médaille d'or consécutive (sa cinquième au total) dans l’épreuve du Huit féminin. Le britannique Matthew Pinsent décroche également sa quatrième couronne olympique en quatre sans barreur. À 39 ans, l’australien James Tomkins gagne sa troisième médaille d‘or en cinq participations.

#### Badminton
Résultats détaillés

Les nations asiatiques dominent les compétitions. La Chine remporte les deux tournois féminins ainsi que le double mixte, la Corée du Sud et l’Indonésie les titres masculins.

#### Baseball
Résultats détaillés

L’équipe de Cuba s’adjuge son troisième titre en disposant en finale de l’Australie. Le Baseball est présent aux Jeux olympiques depuis 1992.

#### Basket-ball
Résultats détaillés

Lors du tour préliminaire, Porto Rico inflige aux États-Unis leur première défaite depuis les jeux de Séoul en 1988 (92-73). Ces derniers sont une nouvelle fois battus lors des demi-finales par l’équipe d’Argentine, future championne olympique face à l’Italie. Dans le tournoi féminin, la victoire revient aux États-Unis qui battent l’Australie en finale.

#### Boxe
Résultats détaillés

La délégation cubaine domine une nouvelle fois les compétitions de boxe (8 médailles dont 5 d’or). La Russie monte à trois reprises sur la plus haute marche.

#### Canoë-kayak
Résultats détaillés

La canoéiste allemande Birgit Fischer réussit un authentique exploit en ajoutant, à l’âge de 42 ans, deux médailles supplémentaires (dont une d’or) à son immense palmarès. Elle devient la première athlète à remporter deux médailles à chaque Jeux olympiques auxquels elle a participé. Sa première médaille d’or fut obtenue en 1980 et son bilan est de douze médailles (dont huit d’or)  sur cinq olympiades. En slalom, le français Tony Estanguet conserve son titre en C1 obtenu à Sydney.

#### Cyclisme
Résultats détaillés

La néerlandaise Leontien van Moorsel enrichie son palmarès olympique de deux nouvelles médailles, l’or au contre-la montre sur route et le bronze en poursuite individuelle, portant à six le nombre total de podiums olympiques obtenus. Chez les hommes, les pistards australiens obtiennent cinq titres olympiques. Le titre de la course en ligne revient à l’italien Paolo Bettini, et celui du contre-la-montre à l’américain Tyler Hamilton. Ce dernier avouera néanmoins s'être dopé et rendra sa médaille d'or en 2011, le titre revenant au Russe Viatcheslav Ekimov.

#### Équitation
Résultats détaillés

La délégation allemande remporte trois des six titres mis en jeu. Dans l’épreuve du concours complet par équipes, une de leurs cavalières franchit deux fois la ligne de départ. Après de multiples réclamations, l’équipe d’Allemagne est disqualifiée, puis requalifiée, avant que la victoire ne soit finalement attribuée au deuxième, la France.

#### Escrime
Résultats détaillés

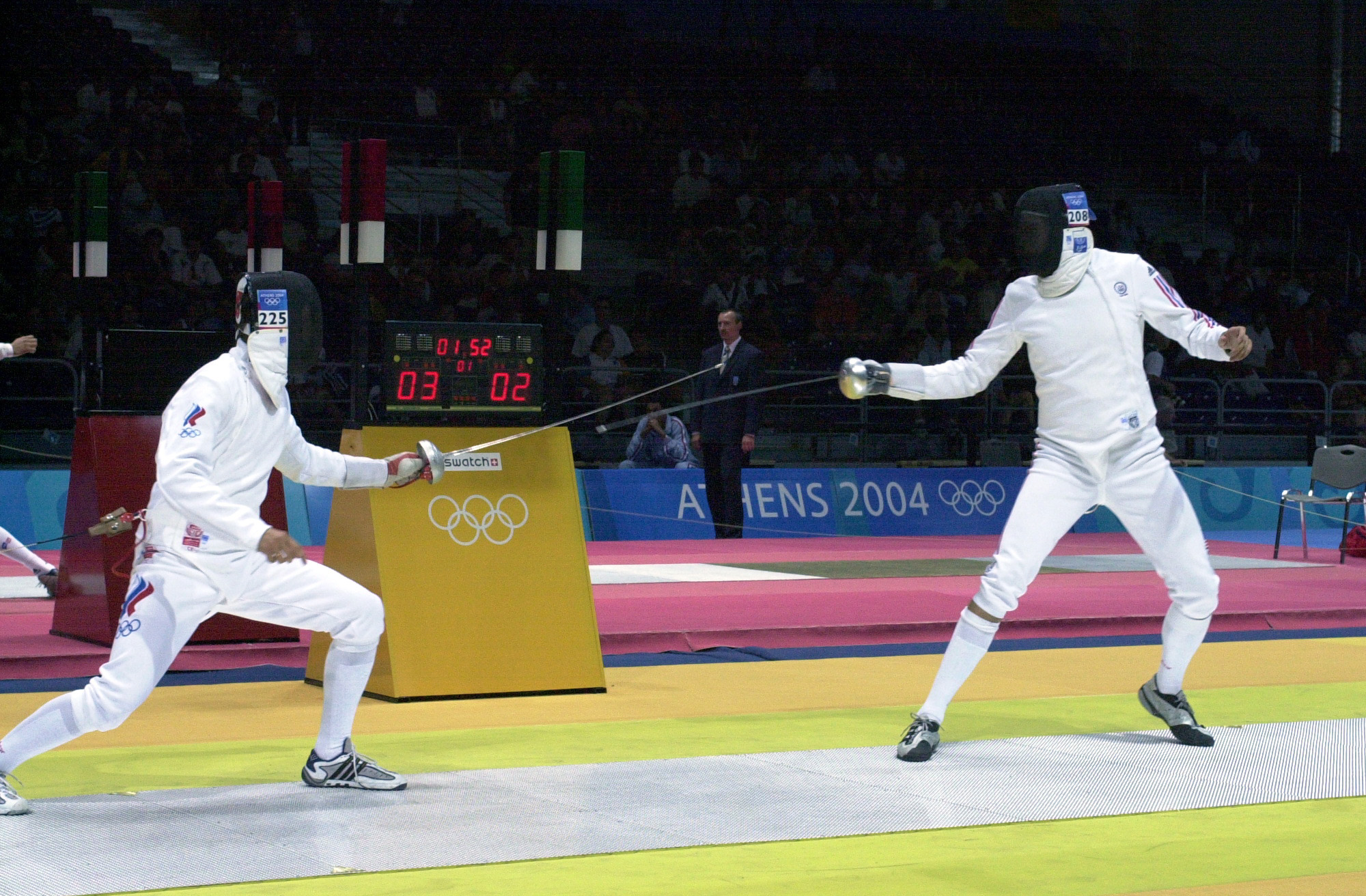
Duel à l'épée lors des Jeux d'Athènes.

L’Italie et la France se partagent une grande partie des titres avec 13 médailles à eux deux. La française Laura Flessel remporte sa cinquième médaille olympique à l’épée. Marcel Fischer devient le premier escrimeur suisse champion olympique et Mariel Zagunis la première américaine. Pour la première fois, une épreuve de sabre féminine est organisée.

#### Football
Résultats détaillés

Le tournoi olympique masculin est remporté par l’équipe d’Argentine qui bat le Paraguay en finale (1-0). La délégation argentine obtient sa première médaille d’or en 52 ans. Les États-Unis remportent le tournoi féminin face au Brésil (2-1 après prolongations).

#### Gymnastique
Résultats détaillés

L’équipe du Japon remporte le concours général par équipe après leur dernier titre remporté en 1976. Paul Hamm devient le premier américain champion olympique de l’épreuve individuelle, il devance le deuxième de 0,012 pts, soit la plus faible marge jamais enregistré. Au sol, le canadien Kyle Shewfelt offre à son pays sa première médaille d’or en gymnastique. La Roumanie domine les épreuves féminines (4 titres sur 6 épreuves de gymnastique artistique), à l’image de Cătălina Ponor et ses trois médailles d’or. La Russie remporte les deux épreuves de gymnastique rythmique.

#### Haltérophilie
Résultats détaillés

De nombreux haltérophiles sont disqualifiés à la suite des contrôles antidopage. Côté compétition, la Chine et la Turquie décrochent près de la moitié des titres. Nurcan Taylan, 1,50 m et 48 kg, remporte la catégorie des 48 kg. Première femme turque à remporter un titre olympique, elle souleva deux fois son poids pour établir un nouveau record du monde.

#### Handball
Résultats détaillés

La Croatie remporte le tournoi olympique masculin en disposant de l’Allemagne en finale (26-24) alors que le titre féminin revient au Danemark pour la troisième fois consécutive.

#### Hockey sur gazon
Résultats détaillés

Les médailles d’or reviennent aux Allemands chez les hommes et à l’Australie chez les dames.

#### Judo
Résultats détaillés

Le Japon domine les compétitions avec huit titres sur quatorze, dont cinq chez les femmes. En super-légers, Tadahiro Nomura devient le premier judoka à remporter trois médailles d’or consécutives. La France, deuxième nation à Sydney en 2000 ne décroche qu’une seule médaille.

#### Lutte
Résultats détaillés

Les Russes obtiennent dix médailles au total (dont cinq d’or). La lutte féminine est inscrite pour la première fois au programme des Jeux olympiques.

#### Pentathlon moderne
Résultats détaillés

Andrey Moiseev (Russie) remporte le titre masculin et la hongroise Zsuzsanna Voros le titre féminin.

#### Natation
Résultats détaillés

Michael Phelps réalise l’exploit de ces jeux d’Athènes en remportant huit médailles dont six d’or. Le nageur américain de 19 ans s’impose dès le premier jour des compétitions dans l’épreuve du 400 m quatre-nages en avec plus de trois secondes d’avance sur le deuxième en battant à l’occasion le record du monde de la distance. Deux jours plus tard, il termine troisième, battu par Ian Thorpe et Pieter van den Hoogenband, dans le 200 m nage libre appelée « la course du siècle ». Phelps s’impose ensuite dans la finale du 100 m papillon, devançant son compatriote Ian Crocker de 4 centièmes de secondes, puis dans le 200 m papillon. Une heure après ce titre, l’Américain prend le départ du relais 4 × 200 m nage libre, course qu’il remporte avec ses coéquipiers face aux nageurs australiens. Toujours en relais, Phelps obtient une nouvelle médaille d’or dans le 4 × 100 m 4-nages alors qu’il n’a participé qu’aux séries. Il conclut cette moisson de médaille par le titre olympique du 200 m 4-nages et la médaille de bronze du relais 4 × 100 m nage libre. Michael Phelps devient, avec le gymnaste russe Alexander Dityatin, le seul sportif de l’histoire à récolter huit médailles lors d’une seule olympiade. Il est par ailleurs le premier nageur à se qualifier pour six épreuves individuelles. Il améliore également le record de médailles de Mark Spitz aux Jeux olympiques d'été de 1972. Ce dernier remporta sept médailles au total, mais exclusivement d’or.
Les États-Unis et l’Australie s’adjugent près de la moitié des titres de la natation sportive. L’Australien Ian Thorpe conserve son titre du 400 m nage libre et remporte trois médailles supplémentaires (dont l’or sur 200 m nage libre). Gary Hall Jr. conserve son titre sur le 50 m nage libre alors que son compatriote Aaron Peirsol décroche les titres du 100 m et 200 m dos ainsi que le relais 4-nages. En brasse, le Japonais Kōsuke Kitajima est le maitre de la discipline (médaille d’or sur 100 m et 200 m). Du côté féminin, Natalie Coughlin remporte cinq médailles (dont deux d’or) et Inge de Bruijn 4, conservant à l’occasion son titre du 50 m nage libre. Yana Klochkova remporte les courses du 200 m et 400 m 4-nages alors que la Française Laure Manaudou s’illustre à l'occasion de ses premiers Jeux olympiques (or sur 400 m, argent sur 800 m et bronze sur le 100 m dos).

#### Softball
Résultats détaillés

Les États-Unis remportent la finale en battant l’équipe d’Australie (5-1). Les Américaines ont remporté tous les titres depuis l’apparition du softball en 1996.

#### Taekwondo
Résultats détaillés

Les nations asiatiques remportent 7 des 8 épreuves au programme.

#### Tennis
Résultats détaillés

Le chilien Nicolás Massú remporte les épreuves du simple et du double (avec son compatriote Fernando González). Chez les dames, la Belge Justine Henin dispose d’Amélie Mauresmo en finale. Le double est remporté par l’équipe chinoise Li Ting - Sun Tiantian.

#### Tennis de table
Résultats détaillés

La Chine poursuit sa domination mondiale en s’emparant de trois des quatre titres olympiques. Sur les 20 médailles d’or attribuées lors des cinq dernières olympiades, seules quatre furent obtenus par des pongistes non Chinois.

#### Tir
Résultats détaillés

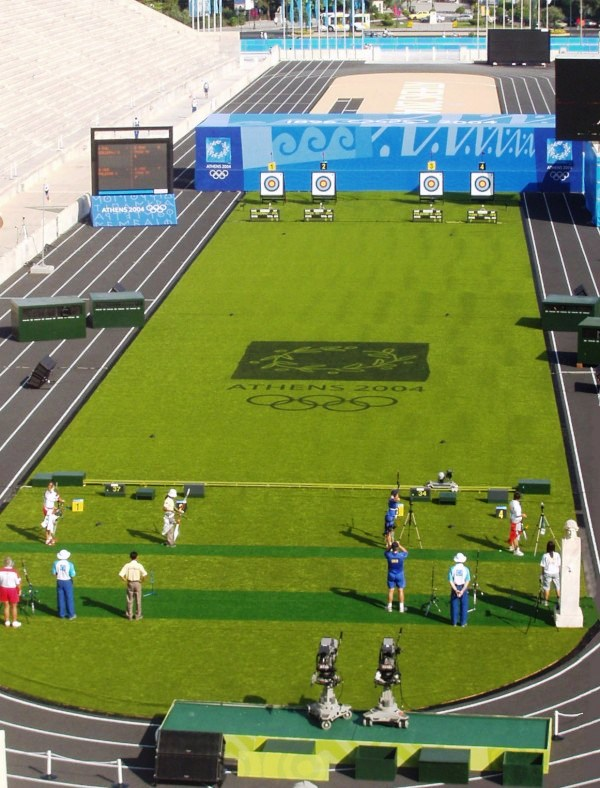
Épreuves du tir à l'arc dans le stade panathénaïque.

La Chine et la Russie dominent les épreuves de tir avec respectivement neuf et dix médailles remportées.

#### Tir à l'arc
Résultats détaillés

Comme en 2000, la Corée du Sud remporte trois des quatre épreuves au programme, dont les deux épreuves féminines. Les compétitions se sont déroulées dans le lieu historique du Stade panathénaïque.

#### Triathlon
Résultats détaillés

Le néo-zélandais Hamish Carter remporte l’épreuve masculine devant son compatriote Bevan Docherty. Chez les femmes, la victoire revient à l’autrichienne Kate Allen.

#### Volley-ball
Résultats détaillés

En volley ball en salle, Le Brésil s'adjuge le tournoi olympique masculin et la Chine le tournoi féminin. Les épreuves du beach-volley sont remportées par les paires brésiliennes et américaines.

### Records de médailles
| Athlète            | Pays       | Sport                  | Médaille d'or, Jeux olympiques | Médaille d'argent, Jeux olympiques | Médaille de bronze, Jeux olympiques | Total |
| Michael Phelps     | États-Unis | Natation               | 6                              | 0                                  | 2                                   | 8     |
| Petria Thomas      | Australie  | Natation               | 3                              | 1                                  | 0                                   | 4     |
| Aaron Peirsol      | États-Unis | Natation               | 3                              | 0                                  | 0                                   | 3     |
| Cătălina Ponor     | Roumanie   | Gymnastique artistique | 3                              | 0                                  | 0                                   | 3     |
| Natalie Coughlin   | États-Unis | Natation               | 2                              | 2                                  | 1                                   | 5     |
| Ian Thorpe         | Australie  | Natation               | 2                              | 1                                  | 1                                   | 4     |
| Kōsuke Kitajima    | Japon      | Natation               | 2                              | 0                                  | 1                                   | 3     |
| Hicham El Guerrouj | Maroc      | Athlétisme             | 2                              | 0                                  | 0                                   | 2     |

### Tableau des médailles
74 nations repartent de ces Jeux d'Athènes avec au moins une médaille. Les États-Unis terminent en tête du classement avec 101 médailles au total (dont 35 en or). La Russie en remporte 92 mais est devancée par la Chine au nombre de médailles d'or. La Grèce, pays hôte, décroche 16 médailles dont 6 d'or.
| Rang  | Nation                 | Or  | Argent | Bronze | Total |
| ----- | ---------------------- | --- | ------ | ------ | ----- |
| 1     | États-Unis             | 36  | 39     | 26     | 101   |
| 2     | Chine                  | 32  | 17     | 14     | 63    |
| 3     | Russie                 | 28  | 26     | 36     | 90    |
| 4     | Australie              | 17  | 16     | 17     | 50    |
| 5     | Japon                  | 16  | 9      | 12     | 37    |
| 6     | Allemagne              | 13  | 16     | 20     | 49    |
| 7     | France                 | 11  | 9      | 13     | 33    |
| 8     | Italie                 | 10  | 11     | 11     | 32    |
| 9     | Corée du Sud           | 9   | 12     | 9      | 30    |
| 10    | Grande-Bretagne        | 9   | 9      | 12     | 30    |
| 11    | Cuba                   | 9   | 7      | 11     | 27    |
| 12    | Hongrie                | 8   | 6      | 3      | 17    |
| 13    | Ukraine                | 8   | 5      | 9      | 22    |
| 14    | Roumanie               | 8   | 5      | 6      | 19    |
| 15    | Grèce                  | 6   | 6      | 4      | 16    |
| 16    | Brésil                 | 5   | 2      | 3      | 10    |
| 17    | Norvège                | 5   | 0      | 1      | 6     |
| 18    | Pays-Bas               | 4   | 9      | 9      | 22    |
| 19    | Suède                  | 4   | 2      | 1      | 7     |
| 20    | Espagne                | 3   | 11     | 6      | 20    |
| 21    | Canada                 | 3   | 6      | 3      | 12    |
| 22    | Turquie                | 3   | 4      | 4      | 11    |
| 23    | Pologne                | 3   | 2      | 5      | 10    |
| 24    | Nouvelle-Zélande       | 3   | 2      | 0      | 5     |
| 25    | Thaïlande              | 3   | 1      | 4      | 8     |
| 26    | Biélorussie            | 2   | 5      | 6      | 13    |
| 27    | Autriche               | 2   | 4      | 1      | 7     |
| 28    | Éthiopie               | 2   | 3      | 2      | 7     |
| 29    | Iran                   | 2   | 2      | 2      | 6     |
| 29    | Slovaquie              | 2   | 2      | 2      | 6     |
| 31    | Taipei chinois         | 2   | 2      | 1      | 5     |
| 32    | Géorgie                | 2   | 2      | 0      | 4     |
| 33    | Bulgarie               | 2   | 1      | 9      | 12    |
| 34    | Danemark               | 2   | 1      | 5      | 8     |
| 35    | Jamaïque               | 2   | 1      | 2      | 5     |
| 35    | Ouzbékistan            | 2   | 1      | 2      | 5     |
| 37    | Maroc                  | 2   | 1      | 0      | 3     |
| 38    | Argentine              | 2   | 0      | 4      | 6     |
| 39    | Chili                  | 2   | 0      | 1      | 3     |
| 40    | Kazakhstan             | 1   | 4      | 3      | 8     |
| 41    | Kenya                  | 1   | 4      | 2      | 7     |
| 42    | République tchèque     | 1   | 3      | 5      | 9     |
| 43    | Afrique du Sud         | 1   | 3      | 2      | 6     |
| 44    | Croatie                | 1   | 2      | 2      | 5     |
| 45    | Lituanie               | 1   | 2      | 0      | 3     |
| 46    | Égypte                 | 1   | 1      | 3      | 5     |
| 46    | Suisse                 | 1   | 1      | 3      | 5     |
| 48    | Indonésie              | 1   | 1      | 2      | 4     |
| 49    | Zimbabwe               | 1   | 1      | 1      | 3     |
| 50    | Azerbaïdjan            | 1   | 0      | 4      | 5     |
| 51    | Belgique               | 1   | 0      | 2      | 3     |
| 52    | Bahamas                | 1   | 0      | 1      | 2     |
| 52    | Israël                 | 1   | 0      | 1      | 2     |
| 54    | Cameroun               | 1   | 0      | 0      | 1     |
| 54    | République dominicaine | 1   | 0      | 0      | 1     |
| 54    | Émirats arabes unis    | 1   | 0      | 0      | 1     |
| 57    | Corée du Nord          | 0   | 4      | 1      | 5     |
| 58    | Lettonie               | 0   | 4      | 0      | 4     |
| 59    | Mexique                | 0   | 3      | 1      | 4     |
| 60    | Portugal               | 0   | 2      | 1      | 3     |
| 61    | Finlande               | 0   | 2      | 0      | 2     |
| 61    | Serbie-et-Monténégro   | 0   | 2      | 0      | 2     |
| 63    | Slovénie               | 0   | 1      | 3      | 4     |
| 64    | Estonie                | 0   | 1      | 2      | 3     |
| 65    | Hong Kong              | 0   | 1      | 0      | 1     |
| 65    | Inde                   | 0   | 1      | 0      | 1     |
| 65    | Paraguay               | 0   | 1      | 0      | 1     |
| 68    | Colombie               | 0   | 0      | 2      | 2     |
| 68    | Nigeria                | 0   | 0      | 2      | 2     |
| 68    | Venezuela              | 0   | 0      | 2      | 2     |
| 71    | Érythrée               | 0   | 0      | 1      | 1     |
| 71    | Mongolie               | 0   | 0      | 1      | 1     |
| 71    | Syrie                  | 0   | 0      | 1      | 1     |
| 71    | Trinité-et-Tobago      | 0   | 0      | 1      | 1     |
| Total | Total                  | 301 | 301    | 325    | 927   |

(*) : L'île de Taïwan participe sous le nom anglais de son comité national olympique, seul toléré par la Chine : Chinese Taipei.

## Dopage
Grâce à l'intensification et l'amélioration des contrôles, plusieurs athlètes furent convaincus de dopage durant ces Jeux d'Athènes, les privant du même coup de leur performance et de leur médaille éventuelle. La multiplication des contrôles fut mise en place durant les mois précédant le début des compétitions. Des participants potentiels furent testés positif à l'image de l'ex-champion du monde de cyclisme Oscar Camenzind ou du sprinter américain Jerome Young alors qu'éclata aux États-Unis le scandale de dopage organisé du laboratoire Balco. Les athlètes contrôlés positifs à Athènes furent les suivants :
| Nom                  | Pays         | Sport         | Substance                                   | Médaille                         |
| -------------------- | ------------ | ------------- | ------------------------------------------- | -------------------------------- |
| Wafa Ammouri         | Maroc        | Haltérophilie | stéroïde anabolisant                        |                                  |
| Adrian Annus         | Hongrie      | Athlétisme    | résultats du test falsifiés                 | Or (Lancer du marteau)           |
| Ludger Beerbaum      | Allemagne    | Équitation    | bétaméthasone (au cheval Goldfever)         | Or (Saut d'obstacles par équipe) |
| Yuriy Bilonog        | Ukraine      | Athlétisme    | stéroïdes                                   | Or (Lancer du poids)             |
| Andrew Brack         | Grèce        | Baseball      | stanozolol                                  |                                  |
| Thinbaijam Chanu     | Inde         | Haltérophilie | furosémide                                  |                                  |
| Viktor Chislean      | Moldavie     | Haltérophilie | stéroïde anabolisant                        |                                  |
| Robert Fazekas       | Hongrie      | Athlétisme    | absent au test                              | Or (Lancer du disque)            |
| Mabel Fonseca        | Porto Rico   | Lutte         | stanozolol                                  |                                  |
| Anton Galkin         | Russie       | Athlétisme    | stanozolol                                  |                                  |
| Ferenc Gyurkovics    | Hongrie      | Haltérophilie | oxandrolone                                 | Argent (105 kg)                  |
| Zoltan Kecskes       | Hongrie      | Haltérophilie | stéroïde anabolisant                        |                                  |
| Konstadínos Kentéris | Grèce        | Athlétisme    | absent aux tests                            |                                  |
| Aye Khine Nan        | Birmanie     | Haltérophilie | stéroïde anabolisant                        |                                  |
| Albina Khomic        | Russie       | Haltérophilie | testostérone                                |                                  |
| Irina Korzhanenko    | Russie       | Athlétisme    | stanozolol                                  | Or (Lancer du poids)             |
| Zoltan Kovacs        | Hongrie      | Haltérophilie | absent aux tests                            |                                  |
| Svetlana Krivelyova  | Biélorussie  | Athlétisme    | stéroïdes                                   | Bronze (Lancer du poids)         |
| Pratima Kumari Na    | Inde         | Haltérophilie | stéroïde anabolisant                        |                                  |
| Aleksey Lesnichiy    | Biélorussie  | Athlétisme    | clenbutérol                                 |                                  |
| David Munyasia       | Kenya        | Boxe          | cathine                                     |                                  |
| Derek Nicholson      | Grèce        | Baseball      | diurétique                                  |                                  |
| Cian O'Connor        | Irlande      | Équitation    | neuroleptique (au cheval Waterford Crystal) | Or (Saut d'obstacles)            |
| Olena Olefirenko     | Ukraine      | Aviron        | étamivan                                    | Bronze (Quatre sans barreur)     |
| Oleg Perepetchenov   | Russie       | Haltérophilie | testostérone                                | Bronze (77 kg)                   |
| Leonidas Sampanis    | Grèce        | Haltérophilie | testostérone                                | Bronze (62 kg)                   |
| Mital Sharipov       | Kirghizistan | Haltérophilie | furosémide                                  |                                  |
| Olga Shchukina       | Ouzbékistan  | Athlétisme    | clenbutérol                                 |                                  |
| Sahbaz Sule          | Turquie      | Haltérophilie | stéroïde anabolisant                        |                                  |
| Ekateríni Thánou     | Grèce        | Athlétisme    | absent aux tests                            |                                  |
| Ivan Tsikhan         | Biélorussie  | Athlétisme    | stéroïdes                                   | Argent (Lancer du marteau)       |
| Irina Yatchenko      | Biélorussie  | Athlétisme    | stéroïdes                                   | Bronze (Lancer du disque)        |

Le cycliste américain Tyler Hamilton avouera s'être dopé et rendra sa médaille d'or en 2011, le titre revenant au Russe Viatcheslav Ekimov.

## Médias
En France, France télévisions, Canal+ et Eurosport diffusèrent l’événement[réf. nécessaire].

## Héritage post-olympique

### Éléphants blancs
Sur les 22 sites des Jeux olympiques d'Athènes, 20 sont abandonnés, et ne sont plus utilisés ni entretenus en 2012, ce qui constitue des éléphants blancs.
En effet, la capitale grecque n'a pas su anticiper l'utilisation post-olympique des installations sportives.
Richard W. Pound, président de la commission d'études des Jeux olympiques, estimait pourtant dans le rapport de la 115e session du CIO publié en 2003, que « la maintenance après les Jeux d'un site sous-utilisé peut être un fardeau financier considérable pour la ville hôte et en fin de compte s'avérer contre-productif par rapport à l'usage pour lequel le site était prévu à l'origine ».
En juin 2007, la fondation Stávros-Niárchos a obtenu l’accord du gouvernement grec pour la construction d’un grand centre culturel (pour l’Opéra national et la Bibliothèque nationale) à Kallithéa : 60 000 m² dans un parc de 12 ha pour une somme de 300 millions d’euros, en bord de mer sur un des sites des JO de 2004. En février 2008, l'architecte Renzo Piano fut choisi pour la construction de ce grand centre culturel, devenu le Centre culturel de la fondation Stávros-Niárchos.
Les Jeux olympiques de Londres en 2012 sont l'occasion pour certains reporters de revenir sur les sites des jeux de 2004. À la suite de la crise économique qui secoue la Grèce à partir de 2007, la plupart des infrastructures sont très mal entretenues ou abandonnées (malgré les 100 millions d'euros prévus au départ pour leur entretien). Après la polémique sur le coût et la construction des installations, c'est une polémique sur le devenir de celles-ci qui est abordée. De nombreux facteurs ont contribué à cette situation. Tout d'abord, la Grèce était l'un des plus petits pays à organiser les compétitions, d'où la disproportion des équipements au regard de la démographie du pays. En outre, La Grèce étant le berceau des Jeux olympiques antiques, le gouvernement grec s'est senti la responsabilité d'organiser des olympiades grandioses. La Grèce a traversé durant les années 1990 et au début des années 2000 une période de forte croissance économique, cette embellie a donné lieu à de grand espoirs et des projets hors-normes, qui se sont révélés impossibles à supporter une fois la crise survenue. Enfin, la conception des infrastructures a manifestement été mal réfléchie. Les sites n'ont pas été conçus en vue de leur utilisation après les jeux. Les organisateurs n'ont pas voulu utiliser de structures provisoires, et se retrouvent donc désormais avec des structures pérennes surdimensionnées et non utilisées (une donnée que les organisateurs des jeux de Londres n'oublieront pas pour la construction de leurs infrastructures). La Grèce ne compte qu'un tout petit nombre de pratiquants de sports hippiques, de baseball ou de tennis de table, les installations correspondantes sont donc très peu utilisées ou en friche. Le canal de canoë-kayak est vidé et depuis laissé à l'abandon. Dès 2011, le gouvernement grec souhaite se séparer de la majeure partie du site d'Helliniko et le met en vente. La grande Agora, servant de place centrale sur le site principal est en friche en 2013 (végétation non entretenue, luminaires cassés, fontaines vidées, boutiques et sanitaires désaffectés).
Ainsi, pour assurer un entretien convenable de l'ensemble des installations, l’État grec et sa capitale doivent dépenser, chaque année, depuis la fin des Jeux, 50 millions d'euros au titre de l'entretien des sites olympiques. Des installations tels que les stades de baseball, softball ou le bassin de canoë-kayak sont ainsi abandonnés.

### Infrastructures extra-sportives
Outre la construction d’infrastructures sportives, les Jeux olympiques d'été de 2004 ont permis la réalisation de travaux d'aménagement urbains et d'infrastructures de transport.
Des infrastructures d'accessibilité d'un coût de 3,5 milliards d'euros, financés par l'Union européenne à hauteur de 50 % (le reste étant financé par l'État grec et la ville d'Athènes),.
- Le tramway d'Athènes :  350 millions d'euros.
- Le réseau de transport suburbain : 640 millions d'euros.
- L'autoroute Attiki Odos, périphérique autoroutier d'Athénes de 60 kilomètres : 950 millions d'euros.
- La modernisation du métro d'Athènes : 1,6 milliard d'euros.

Des projets tels que l'autoroute Attiki Odos ou le tramway étaient fortement demandés par les Athéniens.
D'autres infrastructures ont bénéficié de l'élan lié à l'accueil des jeux Olympiques, tels le pont Rion-Antirion (inauguré le 8 août 2004, lors du passage de la flamme olympique), ou l'aéroport international d'Athènes (ouvert en 2001).
De même, les sites archéologiques ont été valorisés, avec l'aide de l'Union européenne à hauteur de 75 %.

### Effets sur l'économie grecque
Les jeux, qui ont coûté 9 milliards d'euros, ont pu avoir un effet sur la crise économique grecque.
Selon Victor Matheson, spécialiste américain de l'économie du sport, « dans la genèse de la crise actuelle, ils jouent un rôle symbolique », car ils « ont fait exploser la banque ». Jacques Rogge, président du CIO, a admis fin 2011 que la « dette grecque avait crû de 2 à 3 % en raison du coût des JO ». Selon Jean-Louis Chappelet, professeur de management public à l’Université de Lausanne, « il est communément admis que les JO de 2004 ont creusé la dette du pays ».
Un coût important des jeux Olympiques dus, selon Jean-Louis Chappelet, « non seulement aux éléphants blancs, mais aussi à la facture du système de sécurité exigé à l'époque par les États-Unis, ainsi qu'au système de pots-de-vin ».
Des effets sur l'économie à mesurer, car si les Jeux Olympiques n'ont pas arrangé les finances publiques, ils n'expliquent pas à eux seuls la crise économique grecque car selon Philippe Sabuco, économiste spécialiste de la Grèce chez BNP Paribas, « le pays connaît un déficit structurel depuis le début des années 2000, soit bien avant les JO. Les Jeux ont eu un effet d'amplification ».
De plus, les Jeux Olympiques ont eu un effet sur le tourisme, secteur important de l'économie grecque. « L'année des JO, les touristes ont fui la Grèce, et pour cause : Athènes était devenu un gigantesque chantier », et les touristes ne sont pas revenus en 2005, selon Victor Matheson,.